# Alex Bijkerk
Alexander Henry Bijkerk (conocido como Alex Bijkerk; 13 de septiembre de 1947) es un deportista australiano que compitió en judo. Ganó seis medallas en el Campeonato de Oceanía de Judo entre los años 1966 y 1975.

## Palmarés internacional
| Campeonato de Oceanía | Campeonato de Oceanía        | Campeonato de Oceanía | Campeonato de Oceanía |
| Año                   | Lugar                        | Medalla               | Categoría             |
| --------------------- | ---------------------------- | --------------------- | --------------------- |
| 1966                  | Sídney (Australia)           | Medalla de plata      | –80 kg                |
| 1970                  | Numea (Francia)              | Medalla de oro        | –93 kg                |
| 1973                  | Sídney (Australia)           | Medalla de bronce     | –80 kg                |
| 1973                  | Sídney (Australia)           | Medalla de bronce     | Abierta               |
| 1975                  | Christchurch (Nueva Zelanda) | Medalla de oro        | –93 kg                |
| 1975                  | Christchurch (Nueva Zelanda) | Medalla de oro        | Abierta               |